# Toromys
Toromys is een geslacht van zoogdieren uit de familie van de stekelratten (Echimyidae). De wetenschappelijke naam van het geslacht werd in 2005 gepubliceerd door Iack-Ximenes et al. De naam van het geslacht is afgeleid van de lokale naam voor in bomen levende stekelratten in het Amazonegebied, "toro", met het Griekse woord μυς "muis".

## Soorten
Er worden 3 soorten in dit geslacht geplaatst:
- Toromys albiventris L. H. Emmons & P.-H. Fabre, 2018
- Toromys grandis (J. A. Wagner, 1845)
- Toromys rhipidurus (O. Thomas, 1928)